# Bertomeu Baró

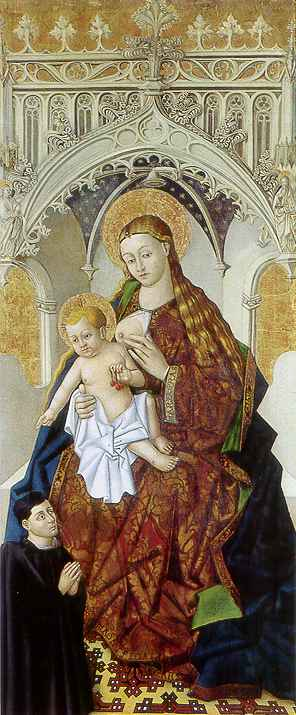
Mare de Déu de la Llet amb donant. Segle XVI. Església Arxiprestal d'Ademús.

Bertomeu Baró va ser un pintor actiu a la ciutat de València, documentat entre 1468, quan cobra per unes pintures fetes per a la catedral, i 1480. El seu estil està dins del corrent flamenc, introduït per Lluís Dalmau, encara que Baró va estar influït en la seua última etapa per la pintura italiana del quattrocento.
Només en són conegudes dues obres: La Mare de Déu de la Llet amb donant de l'església Arxiprestal d'Ademús i La Mare de Déu amb ángels i donants del Museu de Belles Arts de Bilbao, encara que provinent de Burjassot.